# تهاجم دنیپر-کارپاتی

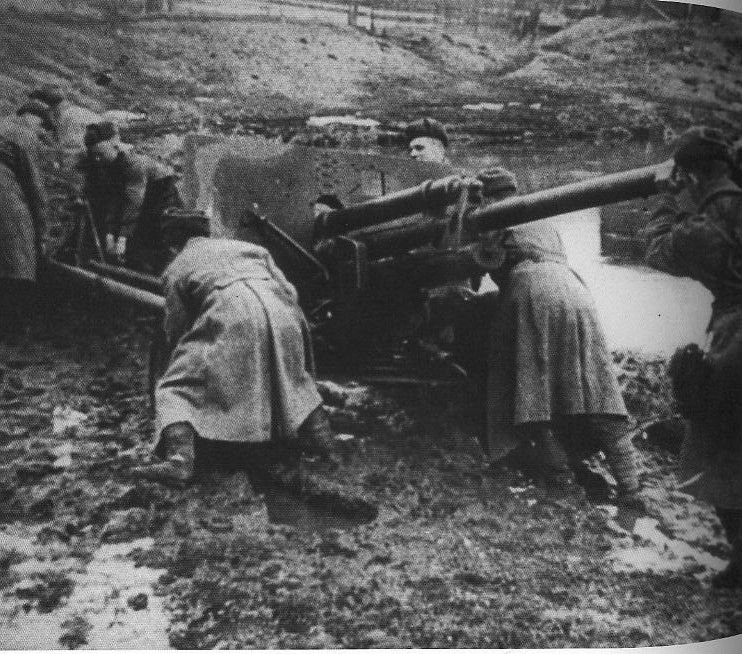

حمله دنیپر-کارپاتی (انگلیسی: Dnieper–Carpathian offensive) یک حمله استراتژیک یا آفند بود که توسط جبهه‌های اوکراینی ۱، ۲، ۳ و ۴ شوروی، همراه با جبهه دوم بلاروس، علیه گروه ارتش آلمان نازی، گروه ارتش جنوب، گروه ارتش آ انجام شد و از اواخر دسامبر ۱۹۴۳ تا اوایل می ۱۹۴۴ این جنگ ادامه داشت. نبردها در کرانه راست اوکراین و حمله به کریمه مهمترین رویداد مبارزات زمستانی و بهار ۱۹۴۴ در جبهه شرقی بود.